# Домналл Ва Лохлайнн

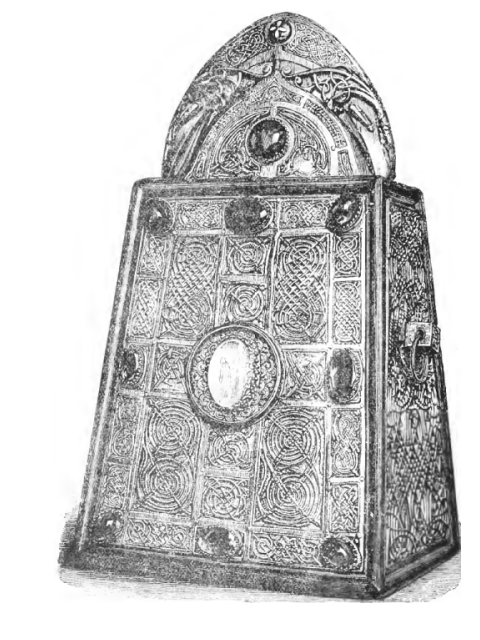
Дзвін з храму святого Патріка (зараз зберігається в Національному музеї в Дубліні). На зворотній стороні дзвону напис: «Моліться за Домналла Ва Лохлайнна на честь якого цей дзвін був відлитий».

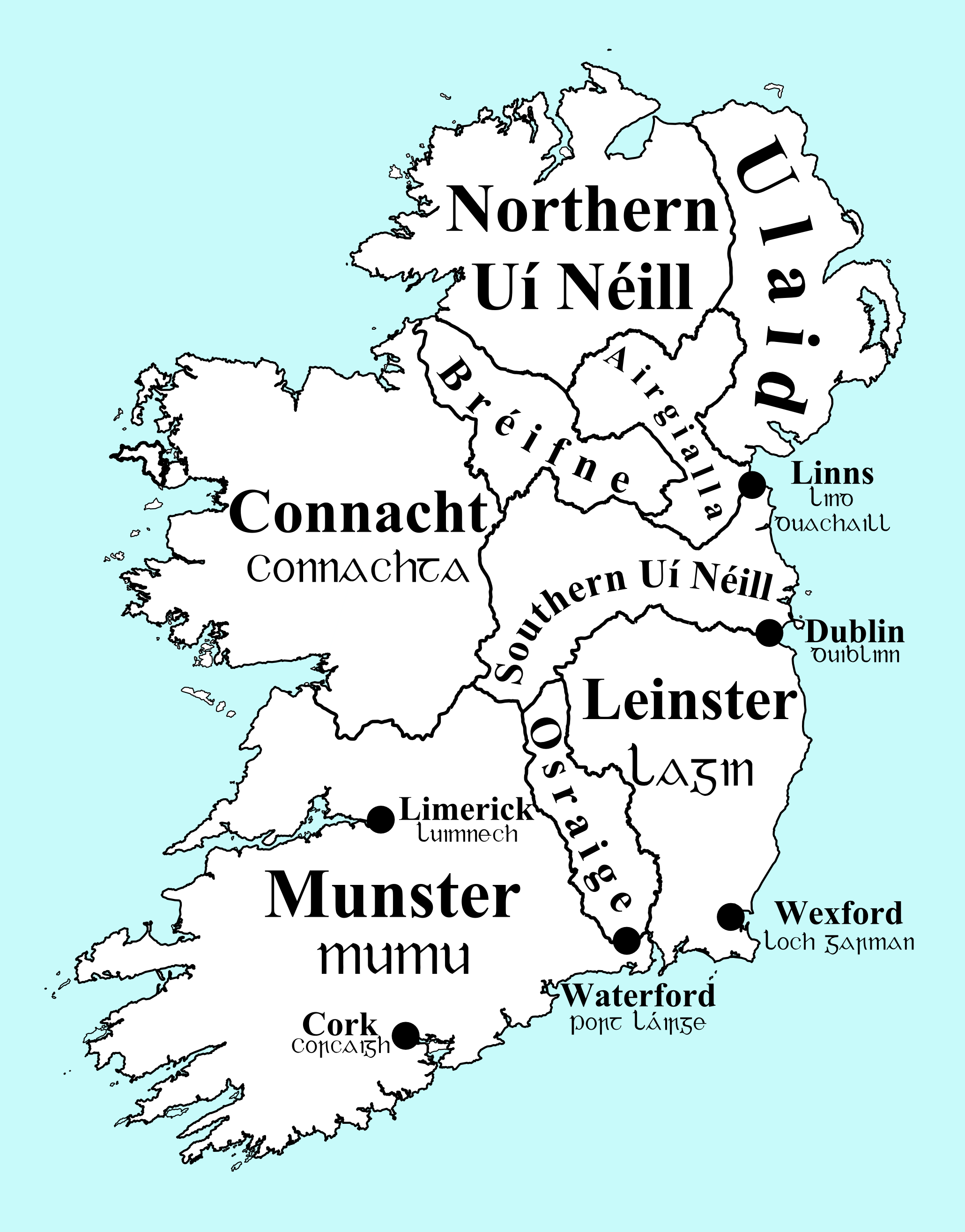
Ірландія в ранньому середньовіччі. Показані основні королівства.

Домналл Ва Лохлайнн — (ірл. — Domnall Ua Lochlainn) — він же: Домналл О'Лохлайнн, Домналл мак Лохлайнн (1048—1121) — верховний король Ірландії. Час правління: 1086—1101. Король Айлеху в 1083—1121 роках.

## Верховні королі Ірландії після Маела Сехнайлла
Титул верховного короля Ірландії після смерті Маела Сехнайлла мак Домнайлла — останнього верховного короля Ірландії — «короля Тари» з клану Холмайн (ірл. — Clann Cholmáin) з династії О'Нейллів (ірл. — Uí Néill) у 1022 році був невизначений — була ціла низка королів невеликих королівств Ірландії які претендували на цей титул, але не ясно наскільки їхня влада була над усією чи хоча б більшою частиною Ірландії була реальною і чи інші регіональні королі визнавали їхню владу і цей титул за ними. Але безперечно, низка королів у різний час мали сильну владу в Ірландії і змушували рахуватися з ними вождів різних кланів та низки маленьких королівств в Ірландії, які були завжди незалежними de facto. Кожен із цих королів утверджував свою владу силою зброї на полях битв.
Після Маела Сехнайлла мак Домнайлла трон верховних королів Ірландії захопив Доннхад мак Бріайн з південного королівство Мюнстер, що до його батька — Бріана Боройме (Бріана Бору) майже ніколи навіть не претендувало на трон верховних королів Ірландії. Влада Доннхада мак Бріайна була хиткою — північні королівства Улад, Айлех, Брейфне, Айргіалла, Тір Конайлл, Міде, Брега явно його владу не визнавали, хоча і змушені були з ним рахуватися. Нескінченна боротьба за трон змусила його зректися влади і вирушити у вигнання. Трон верховного короля захопив король Ленстеру Діармайт мак Майл на м-Бо — знову ж таки представник південного королівства, право на трон верховних королів не визнавали верховні королівства, які вважали, що законним правом на цей трон володіють тільки представники династії О'Нейллів — нащадків верховного короля Ніалла Дев'яти Заручників, а саме вожді кланів Холмайн, Кенел Еогайн, Сіл н-Аедо Слайне. Діармайт мак Майл на м-Бо змушений був постійно воювати з північними королівствами, щоб утвердити свою владу і, зрештою, загинув під час чергової битви у 1072 році. Трон верховних королів Ірландії захопив Тойрделбах Ва Бріайн — король Мюнстера — теж представник південного королівства, якому не хотіли коритися північні королівства. Він змушений був постійно воювати за утвердження своєї влади яка була досить ефемерною — крім ворогів на півночі Ірландії у нього була маса недругів на півдні в тому числі серед родичів і вчорашніх союзників. Він успішно здійснював політику «розділяй і владарюй» користуючись ворожнечею в таборі своїх потенційних і реальних ворогів та конкурентів. Але він помер від хвороби у 1086 році.

## Походження і шлях до влади
Домналл О'Лохлайнн був сином Артгара Лохланнського (ірл. — Artgar Lochlann). Згідно родоводів, які наводить Роулінсон Б. (Rawlinson B.) Домналл О'Лохлайнн був родичем верховного короля Ірландії Домналла Ва Нейлла, героя Муйрхертаха Шкіряний Плащ, верховного короля Ірландії Ніалла Глундуба мак Аедо. Але, судячи по всьому, його реальний родовід відрізнявся проголошеного. Так про це дозволяє говорити «Книга Ленстеру». Він не був нащадком Лохланна, що був нащадком Домналла Ва Нейлла, а був нащадком іншого Лохланна — Лохланна мак Майла Сехнайлла (ірл. — Lochlann mac Maíl Sechnaíll) — нащадком менш відомого брата короля Ніалла Глундуба — Домналла Дабайлла (ірл. — Domnall Dabaill). Але все одно — МакЛохлайнни були частиною клану Кенел н-Еогайн (ірл. — Cenél nEógain) — гілки королівського роду О'Нейллів, що завжди, протягом багатьох століть були силою в Ірландії. Після смерті верховного короля Тойрделбаха Ва Бріайна клан Кенел н-Еогайн знову вийшов на історичну арену і з королем Домналлом Ва Лохлайнном знову утвердився на троні верховних королів. Кенел н-Еогайн були смертельними ворогами попередніх верховних королів Ірландії і постійно воювали з ними. Вони були найлютішими ворогами Тойрделбаха Ва Бріайна. Сам Тойрделбах Ва Бріайн після вбивства Конхобара у 1078 році розраховував, що влада буде успадкована представниками клану Теллах Оґ (ірл. — Telach Óg), зокрема, братом Конхобара Кеннетігом (ірл. — Cennétig).
Домналл Ва Лохлайнн став королем Айлеху у 1083 році. І почав своє правління традиційно — з королівського військового походу — кех ріг (ірл. — crech ríg) проти Конайлле Муйрхемне (ірл. — Conaille Muirthemne) — в район сучасного Дундалку, графство Лаут. Як повідомляє «Літопис Ольстера» він «здобув велику здобич — багато худоби, дав велику нагороду людям Фернмаг (ірл. — Fernmag), від імені яких земля Фермана і була названа».
Не дивлячись на військові успіхи Домналла Ва Лохлайнна родичі попереднього верховного короля Тойрделбаха Ва Бріайна, зокрема, Муйрхертах Ва Бріайн (ірл. — Muirchertach Ua Briain) не хотіли визнавати його владу і воювали проти нього у 1101 і 1119 роках.

## Смерть
Про смерть верховного короля Ірландії Домналла Ва Лохлайнна повідомляє з пафосом «Літопис Ольстера»: «Домналл мак Ардгар мак Лохлайнн великий король Ірландії, видатний серед ірландців і видатний серед свого роду, доблесний носій щастя і процвітання, даруючий добробут і багатство, помер у Дайре Колуйм Кілле (ірл. — Daire Coluim Cille) на тридцять восьмому році свого правління, на вісімдесят третьому році свого віку, у ніч на середу, на четвертий день ід (тобто 10 лютого 1121 року), вісімнадцятого місяця, на свято Мо-Хуарок Мудрого (ірл. — Mo-Chuaróc)».